# Thomas Thynne (Politiker, um 1648)

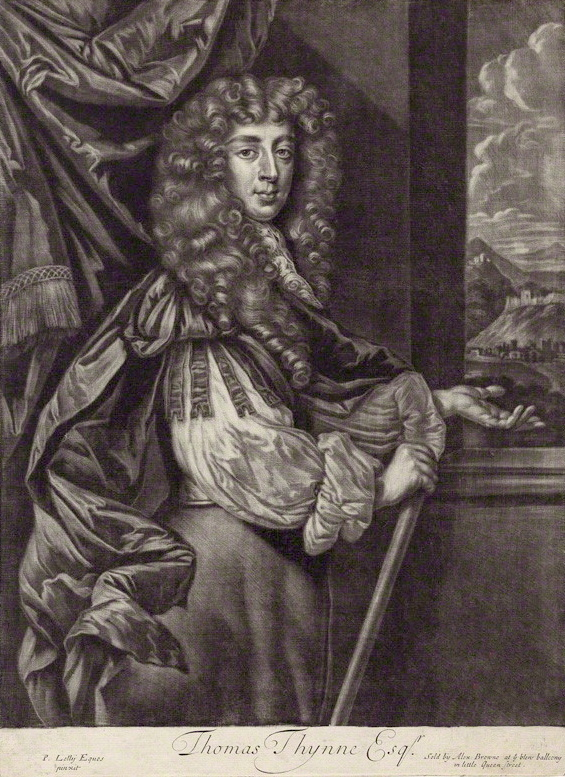
Thomas Thynne. Darstellung um 1680 nach einem Porträt von Peter Lely

Thomas Thynne (* um 1648; † 13. Februar 1682 in London) war ein englischer Politiker. Er war wegen seines Reichtums bekannt, wurde viermal als Abgeordneter für das House of Commons gewählt und schließlich spektakulär ermordet.

## Herkunft und Jugend
Thomas Thynne entstammte der Familie Thynne, die seit dem 16. Jahrhundert zu den bedeutendsten Familien des Landadels in Wiltshire gehörte. Er war der einzige überlebende Sohn von Sir Thomas Thynne und von Stuart Balcanquhall. Sein Vater war ein jüngerer Sohn des Politikers und Großgrundbesitzers Thomas Thynne gewesen und lebte in Richmond in Surrey. Thomas studierte ab dem 14. Dezember 1666 als 18-Jähriger am Christ Church College in Oxford und 1668 am Middle Temple in London.

## Erbe und politische Karriere
Nach dem Tod seines Vaters 1669 wurde er der Erbe seines kinderlosen Onkels James Thynne, der im Oktober 1670 starb. Thynne erbte umfangreiche Ländereien, vor allem in Südwestengland, sowie Longleat House. Dazu wurde er als Erbe seines Onkels in einer Nachwahl am 22. November 1670 vermutlich unangefochten auch zu dessen Nachfolger als Knight of the Shire für Wiltshire im House of Commons gewählt. Wegen seines Reichtums und seiner zur Schau gestellten Extravaganz erhielt er den Spitznamen Tom of Ten Thousand, auch zur Unterscheidung von seinem gleichnamigen Cousin Thomas Thynne, der ab 1674 ebenfalls Abgeordneter war.

## Wechsel zur Opposition
Während des sogenannten Cavalier Parliament wurde er zunächst der Hofpartei zugerechnet. Er unterstützte den Duke of York und spätestens 1673 ernannte ihn  König Karl II. zum Deputy Lieutenant für Wiltshire, dazu wurde er Oberst der Miliz von Wiltshire. Seine Beteiligung an der Parlamentsarbeit war zunächst nur mäßig, und er unterbrach sie auch mindestens einmal, um auf die Jagd zu gehen. Doch schon um 1674 wechselte er zur Opposition und wurde rasch zum Führer der Whigs in Wiltshire. Er gehörte dem Ausschuss an, der den Lord Chamberlain of the Household Arlington anklagte. Am 10. Mai 1675 unterstützte er während einer hitzigen Debatte um den Einsatz der English Army im Krieg gegen Frankreich Lord Cavendish, wobei schon Duellforderungen ausgesprochen wurden, ehe der Speaker Edward Seymour die Ordnung wiederherstellen konnte. In den nächsten Jahren unterstützte er aktiv die Opposition der Landpartei unter Lord Shaftesbury, unter anderem zur Untersuchung der vermeintlichen Papisten-Verschwörung, und galt als entschiedener Befürworter der Exclusion Bill. Bei den Unterhauswahlen im März und Oktober 1679 sowie 1681 wurde er unangefochten als Knight of the Shire für Wiltshire wiedergewählt. Wegen seiner oppositionellen Haltung wurde er im November 1681 als Oberst der Miliz abgesetzt.
Thynne unterstützte Ralph Montagu, 1. Duke of Montagu, der die Thronfolge von James Scott, 1. Duke of Monmouth, einem unehelichen Sohn von König Karl II. unterstützte. Thynne war mit Monmouth befreundet, so dass er erwartete, bei einer Regierungsübernahme Secretary of State zu werden. Schon der König bemerkte jedoch, dass Thynne wohl seine Fähigkeiten weit überschätzen würde.

## Heirat und Ermordung
Den Sommer 1681 verbrachte Thynne mit der Suche nach einer für ihn standesgemäßen Braut. Seine Wahl fiel auf die 14-jährige, bereits verwitwete Elizabeth Cavendish, Countess of Ogle, die Tochter und Erbin von Joceline Percy, 11. Earl of Northumberland, die er praktisch ihrem Vormund und anderen Bewerbern wie Richard Brett gegen eine Zahlung von £ 10.000 abkaufte. Die Heirat fand im Juli 1681 statt, doch die Ehe wurde nie vollzogen. Seine Braut flüchtete mit Unterstützung durch Lady Temple, der Frau von William Temple, 1. Baronet, in die Niederlande. Thynne begann nun um die Ländereien seiner Braut einen Rechtsstreit mit ihren Verwandten, der Ende des Jahres zu seinen Gunsten entschieden wurde. Angeblich ignorierte Thynne dagegen die Herausforderungen des schwedischen Grafen Hans Karl von Königsmarck, der ebenfalls die reiche Erbin heiraten wollte. Thynne soll schließlich versucht haben, Königsmarck und seinen Gefolgsmann Captain Christopher Vratz ermorden zu lassen. Der Anschlag scheiterte, wobei Vratz jedoch verwundet wurde. Um sich zu rächen, warb Vratz den Soldaten John Stern an, und Königsmarck, der mit Vratz in Verbindung blieb, warb den aus Polen stammenden Charles George Borosky an. Während Königsmarck nach eigenen Angaben erkrankt war, fingen Vratz, Stern und Borosky Thynnes Kutsche am 12. Februar 1682 auf der Pall Mall in Westminster ab, kurz nachdem der Duke of Monmouth die Kutsche verlassen hatte. Borosky feuerte mehrmals auf Thynne und verwundete ihn tödlich, danach flüchteten die drei. Thynne wurde noch in sein Haus gebracht, wo er am nächsten Morgen starb.

## Folgen
König Karl II. befürchtete, dass die Whigs versuchen würden, den Mord politisch auszunutzen, in dem sie behaupten würden, der Duke of Monmouth sei das eigentliche Ziel des Anschlags gewesen. Vratz und seine beiden Kumpanen wurden rasch gefasst, und auch Königsmarck wurde verhaftet, als er ein Schiff betrat, das ihn nach Schweden bringen sollte. Während Vratz, Stern und Borosky als Mörder verurteilt und am 10. März durch Hängen hingerichtet wurde, beteuerte Königsmarck seine Unschuld. Er bestach vermutlich die Jury, kam mit Billigung Karls II. frei und verließ England. Die Whigs versuchten tatsächlich, den Mord am trinkfreudigen und für sein ausschweifendes Leben bekannten Thynne für ihre Zwecke auszunutzen, hatten damit jedoch keinen großen Erfolg.
Thynne wurde am 9. März in der Westminster Abbey beigesetzt, ein von Arnold Quellin geschaffenes Grabdenkmal erinnert an ihn. Eine ihn verherrlichende Inschrift auf dem Grabdenkmal wurde jedoch vom Dekan von Westminster nicht genehmigt. Sein Erbe wurde sein Cousin Thomas Thynne. Der Schriftsteller John Dryden nahm Thynne als Vorbild für die Figur des Issachar, des reichen Freund Absaloms aus dem Westen in seiner Politsatire Absalom and Achitophel.